# Katedra Marii Panny w Paryżu

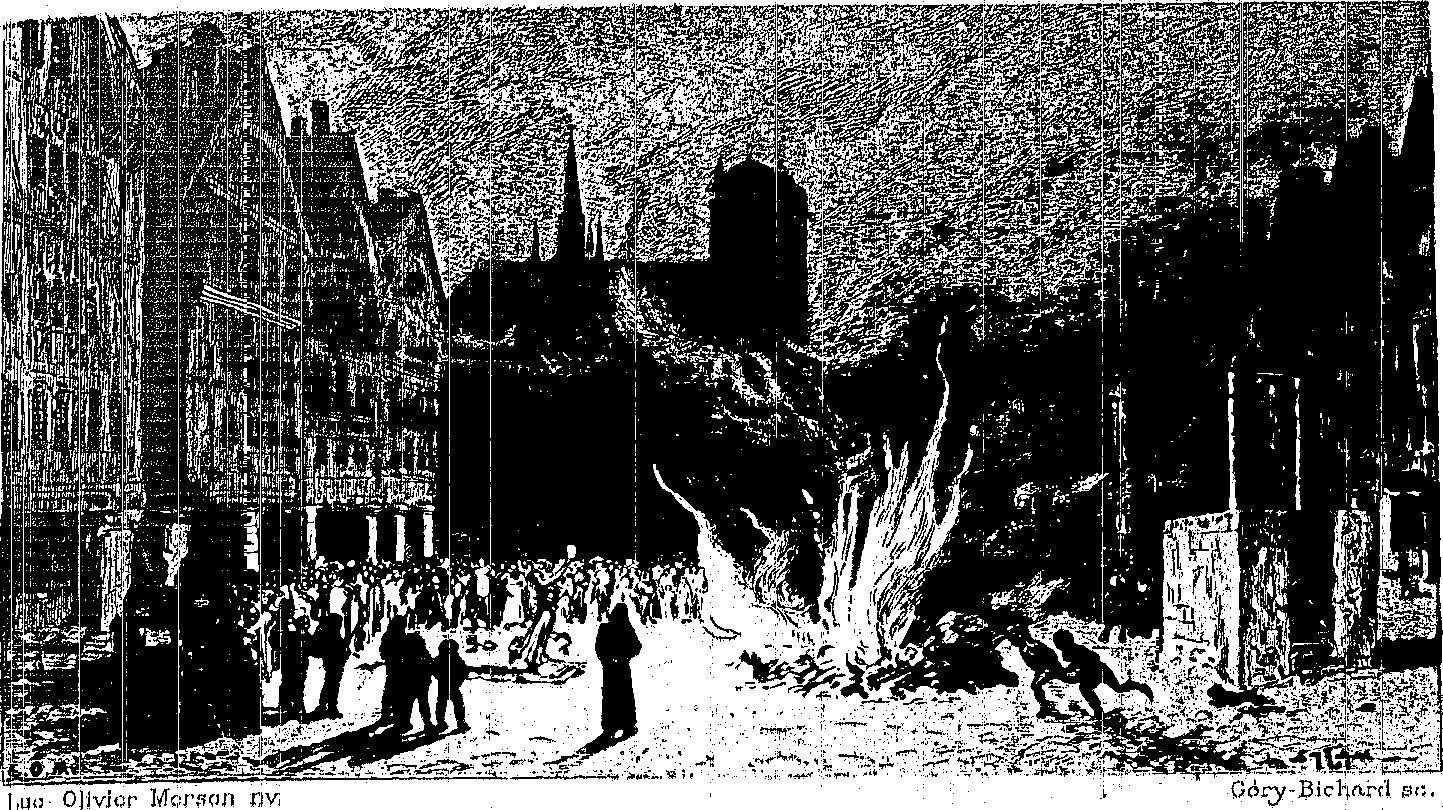
Katedra Notre-Dame (ilustracja do księgi drugiej, rozdziału 2, 1889)

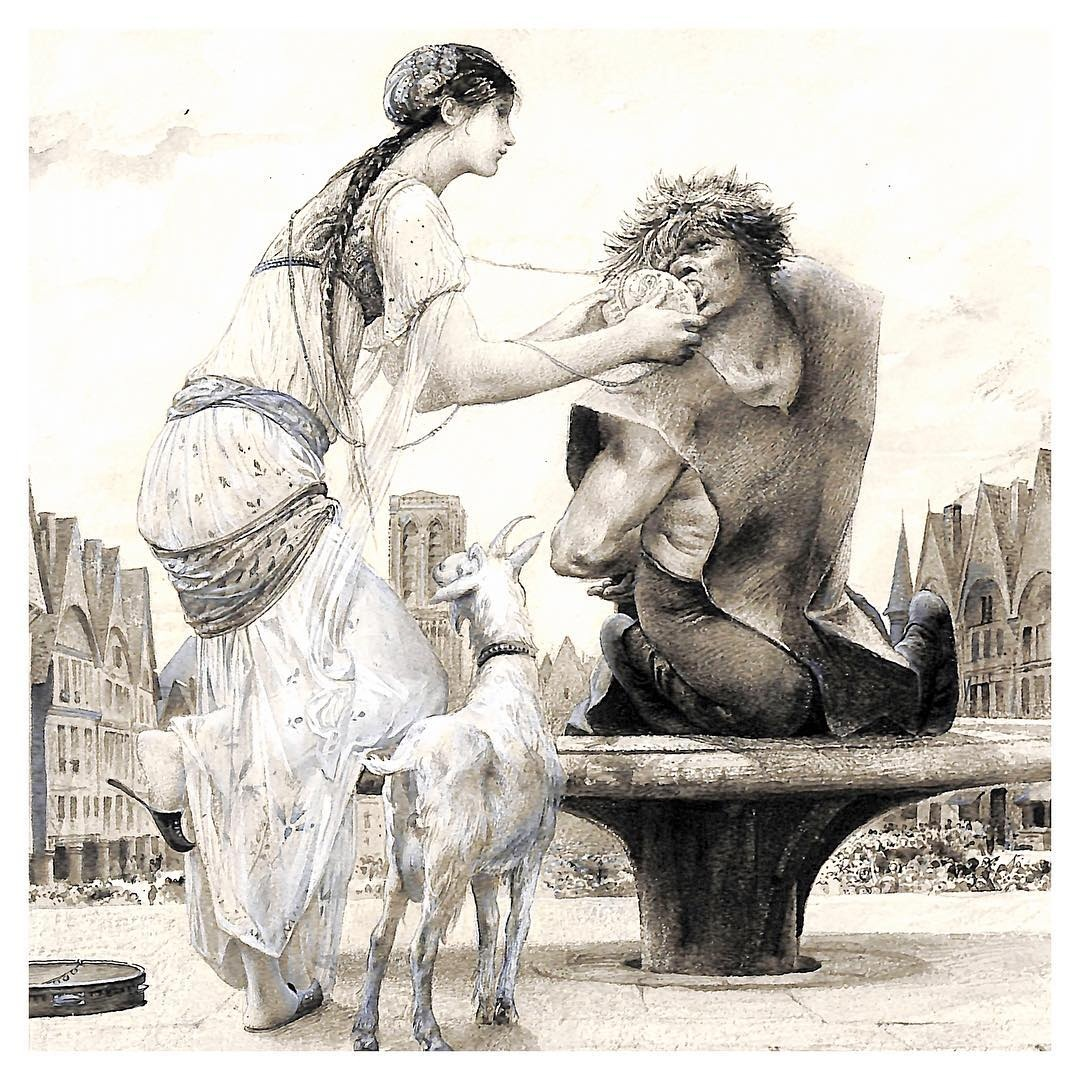
Cyganka Esmeralda pomagająca garbusowi (ilustracja do księgi szóstej, 1889)

Katedra Najświętszej Marii Panny w Paryżu (fr. Notre-Dame de Paris, tytuł oryginalny Notre-Dame de Paris. 1482) – powieść Wiktora Hugo znana w Polsce również pod tytułem Dzwonnik z Notre-Dame, osadzona w czasach późnego średniowiecza. Według słów samego autora, jest to „obraz piętnastowiecznego Paryża i całego piętnastego wieku przez pryzmat tego miasta”. Osią powieści jest wątek miłosny archidiakona Klaudiusza Frollo do pięknej Cyganki Esmeraldy.
Powieść wydana w 1831 roku porusza nietypowe jak na tamte czasy problemy zgubnego pożądania i tolerancji. W powieści nie ma nic białego ani czarnego, są tylko odcienie szarości. Nie ma też tu jednoznacznie złej postaci, a nawet okrutne czyny Frolla można zrozumieć i budzi on współczucie, a nawet sympatię czytelnika.
Utwór umieszczony został w indeksie ksiąg zakazanych dekretem papieża z 1834 roku.
W 1844 roku powstał balet pt. Esmeralda oparty na motywach powieści. Powieść była wielokrotnie ekranizowana i przeniesiona do teatru. Filmy na jej podstawie powstały w latach: 1905, 1911, 1917, 1922, 1923, 1939, 1956, 1976, 1982, 1986 i 1997, a seriale telewizyjne w latach 1966 i 1977. W 1996 roku na podstawie powieści wytwórnia Walta Disneya zrealizowała film animowany pt. Dzwonnik z Notre Dame, który miał też sequel w 2002 roku. Powstało też kilka innych animowanych produkcji przeznaczonych dla dzieci. W 1998 roku odbyła się paryska premiera musicalu Notre-Dame de Paris z Garou w roli Quasimodo. Natomiast w 1983 ukazała się gra komputerowa Dzwonnik (Hunchback).
Pierwszy polski przekład autorstwa Józefa Tokarzewicza pt. Katedra Najświętszéj Panny Paryzkiéj (Notre-Dame-de-Paris) został wydany w roku 1876.

## Streszczenie
Notre Dame de Paris jest powieścią wielowątkową i bardzo rozbudowaną. Podzielona jest na jedenaście ksiąg składających się z od dwóch do ośmiu rozdziałów.

### Księga pierwsza
6 stycznia 1482 roku. W wielkiej sali Pałacu Sprawiedliwości w Paryżu ma zostać odegrane przedstawienie, którego autorem jest ubogi poeta Piotr Gringoire. Jego sztuka okazuje się kompletną klapą, przerywaną wciąż m.in. wrzaskami żaków (wśród których wyróżnia się Jan Frollo). Tłum w końcu traci zainteresowanie przedstawieniem i zaczynają się wybory papieża błaznów – tego, który zrobi najbrzydszą minę. Wybory wygrywa Quasimodo, garbaty, kulawy i jednooki dzwonnik katedry Notre Dame. Na placu tańczy Esmeralda, szesnastoletnia Cyganka. Gringoire odchodzi przeklinając mieszkańców Paryża.

### Księga druga
Zziębnięty i głodny Gringoire błąka się tegoż wieczora po mieście szukając miejsca, gdzie mógłby przenocować. W międzyczasie Quasimodo razem z orszakiem paraduje ulicami Paryża. W pewnym momencie podbiega do niego archidiakon Klaudiusz Frollo, zdziera mu z głowy koronę i każe iść za sobą. Ku zdumieniu tłumu, garbus jest mu posłuszny i obaj odchodzą. Gringoire spotyka Esmeraldę i jej kozę, Dżali i, z braku zajęcia, postanawia je śledzić. Quasimodo próbuje porwać Cygankę, ale jego zamiary krzyżuje pojawienie się Febusa, kapitana królewskich łuczników. Esmeralda natychmiast się w nim zakochuje, ale znika. Gringoire trafia w końcu na Dziedziniec Cudów, do kryjówki wszelkich paryskich złodziei, żebraków i włóczęgów. Zostaje aresztowany, postawiony przed obliczem króla żebraków, Klopina Postraszgłupcy i skazany na powieszenie. Z opresji ratuje go Esmeralda, która zgadza się poślubić go, aby ocalić mu życie. Gdy zostają sam na sam, Cyganka daje poecie do zrozumienia, że nie zamierza wywiązywać się z małżeńskich obowiązków, co go zresztą wcale nie martwi – bardziej cieszy się, że zachował życie. Gringoire opowiada jej o sobie, Esmeralda wypytuje go, co znaczy słowo „Febus”.

### Księga trzecia

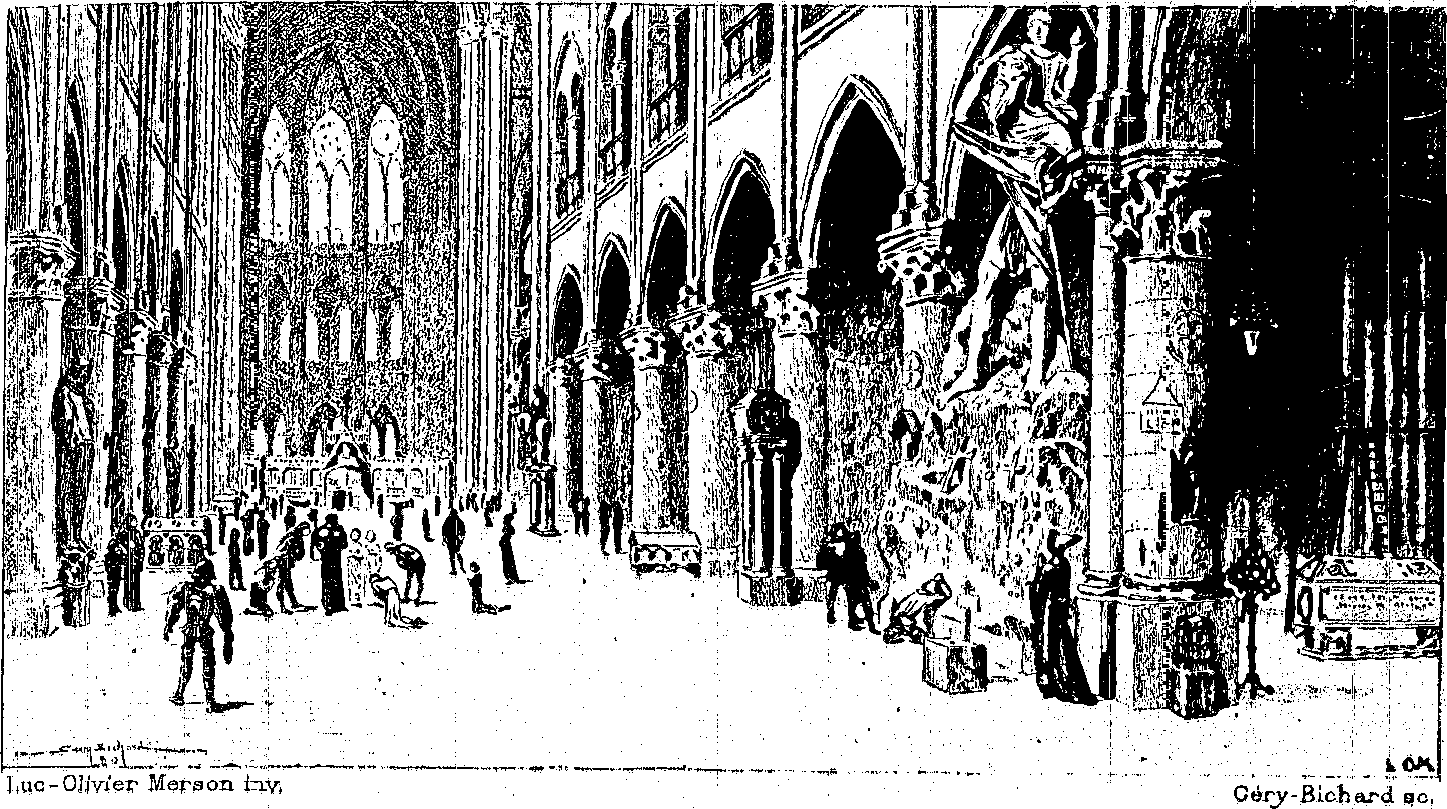
Ilustracja do rozdziału 1 księgi trzeciej, 1889

Dwie długie dygresje autora: jedna opisująca katedrę, druga ówczesny Paryż, porównując go z Paryżem z czasów Hugo. Widać wyraźne zafascynowanie autora gotykiem.

### Księga czwarta
Hugo cofa się o szesnaście lat i opowiada o przeszłości Quasimoda. Garbus, jako trzyletnie dziecko, został przygarnięty przez Klaudiusza Frollo. Następnie opowiada o samym Klaudiuszu: od dzieciństwa pochłonięty żądzą wiedzy, mając osiemnaście lat ukończył cztery fakultety Uniwersytetu. W roku 1466 w wyniku zarazy zmarli jego rodzice, osierocając jego i jego młodszego brata Jana, wówczas niemowlaka. Klaudiusz zaopiekował się malcem. W dwudziestym roku życia został księdzem. Wkrótce potem przygarnął Quasimoda. Gdy ten dorósł, został, za sprawą swego opiekuna, dzwonnikiem katedry. Notre Dame stała się jego domem, pokochał ją, a w szczególności dzwony (które uczyniły go głuchym). Nienawidzi ludzi, z wyjątkiem Klaudiusza Frollo, któremu jest ślepo oddany. Jan Frollo dorasta i wstępuje na uniwersytet, ale jest bardziej zainteresowany hulankami niż nauką. W 1482 roku Klaudiusz Frollo ma około trzydziestu sześciu lat i jest archidiakonem. Zajmuje się alchemią w celi w jednej z wież katedry, ale w mieście jest uważany za czarnoksiężnika, a Quasimodo za diabła.

### Księga piąta
Klaudiusza Frollo odwiedza jego przyjaciel, Jakub Coictier i tajemniczy Tourangeau. Frollo opowiada im o swoich poszukiwaniach kamienia filozoficznego. Tourangeau okazuje się być królem Ludwikiem XI. Dygresja autora na temat literatury i architektury: do wynalezienia druku głównym wyrazem ludzkiej myśli była architektura. Druk powoduje jej upadek, a wywyższenie innych sztuk.

### Księga szósta
7 stycznia 1482 (dzień po wydarzeniach opisanych w księdze pierwszej i drugiej). Za próbę porwania Esmeraldy Quasimodo zostaje skazany na chłostę i godzinę pręgierza na placu Grève. Tłum szydzi z niego, ale Esmeralda lituje się nad nim i daje mu wody. Scenę przerywają przekleństwa, które na Cygankę rzuca siostra Gudula, pustelnica. Zamknęła się ona w piwnicy jednego z domów przy placu Grève po tym, jak Cyganie porwali jej córkę. Szczególnie nienawidzi Esmeraldy, gdyż jest w tym samym wieku, co jej zaginione dziecko.

### Księga siódma
Marzec. Febus odwiedza Lilię de Gondelaurier, swoją narzeczoną. Esmeralda tańczy na placu i Lilia zaprasza ją do domu, by zatańczyła dla gości. Zauważa przy tym, że Cyganka kocha Febusa. Gdy Esmeralda znika z placu, Klaudiusz Frollo, który dotąd obserwował ją ze szczytu wieży, schodzi na dół i zastaje ubranego w kolorowy kostium Gringoire’a (swojego dawnego ucznia), który zarabia jako akrobata. Wypytuje go o Esmeraldę. Niczego nie podejrzewający poeta odpowiada na wszystkie pytania i mówi mu, że Esmeralda często szepcze słowo „Febus”.
Kilka dni później Jan, który przychodzi do brata chcąc pożyczyć pieniądze, staje się świadkiem wewnętrznej walki Klaudiusza z jego pożądaniem. Archidiakon pisze na ścianie słowo „ΑΝАΓΚΗ”. Dopiero wtedy Jan wchodzi do celi. Brat prawi mu kazanie, ale pożycza znaczną sumę. Wychodząc, Jan spotyka Febusa (swojego znajomego) i zaprasza go na wino. Usłyszawszy imię „Febus”, Klaudiusz zaczyna ich śledzić i dowiaduje się, że Febus umówił się z Esmeraldą w spelunce na moście św. Michała. Za talara kapitan zgadza się ukryć archidiakona (którego wziął za widmo mnicha) w schowku, skąd Klaudiusz obserwuje jego spotkanie z Esmeraldą. W końcu ksiądz traci panowanie nad sobą, wyskakuje z ukrycia i wbija nóż w plecy Febusa. Esmeralda mdleje, Klaudiusz całuje ją i ucieka. Cyganka zostaje oskarżona o zabójstwo kapitana.

### Księga ósma
Na torturach Esmeralda przyznaje się do wszystkiego. Frollo odwiedza ją w więzieniu, wyznaje jej miłość, opowiada, że od chwili, w której ją zobaczył, nie może przestać o niej myśleć, że całe jego dotychczasowe życie obróciło się w ruinę, że Quasimodo próbował ją porwać z jego rozkazu i proponuje, że uwolni ją w zamian za jej miłość. Esmeralda odmawia. W międzyczasie okazuje się, że rana nie jest śmiertelna i Febus dochodzi do zdrowia, ale szybko zapomina o Cygance i wraca do narzeczonej. Esmeralda, przed straceniem, zostaje przywieziona przed Notre Dame, by odbyć publiczną pokutę. Klaudiusz (który, jako ksiądz, ma wysłuchać jej ostatniej spowiedzi) raz jeszcze składa swoją propozycję. Cyganka odmawia, ksiądz odchodzi. Chwilę późnej scenę przerywa Quasimodo, który chwyta Esmeraldę i zanosi ją do katedry, gdzie chroni ją prawo azylu.

### Księga dziewiąta
Frollo, nie wiedząc, że Esmeralda została ocalona, błąka się do wieczora po okolicach Paryża bliski obłędu. Nocą wraca do katedry i spostrzega tam Esmeraldę, którą bierze za ducha. Przerażony ucieka. Później dowiaduje się, że Quasimodo uratował Cygankę i żyje ona teraz w katedrze pod opieką garbusa. Esmeralda jest wdzięczna dzwonnikowi, ale wciąż się go boi. Pewnej nocy Klaudiusz zakrada się do jej izby i próbuje ją zgwałcić. Ratuje ją Quasimodo. Po raz pierwszy dochodzi do konfrontacji między archidiakonem a jego przybranym synem.

### Księga dziesiąta
Klaudiusz spotyka Gringoire’a i mówi mu, że sąd postanowił złamać prawo azylu i za trzy dni Esmeralda ma zostać powieszona. Poeta donosi mieszkańcom Dziedzińca Cudów o zaistniałej sytuacji. Klopin organizuje armię żebraków i idą nocą do katedry po Esmeraldę. Quasimodo, sądząc, że przyszli ją powiesić, odpiera szturm, za pomocą kamieni i roztopionego ołowiu. Ginie wielu złodziei, wśród nich Jan Frollo (zabity własnoręcznie przez garbusa). Król Ludwik dowiaduje się o bitwie i rozkazuje posłać tam straż, a Cygankę powiesić. Szturm żebraków zostaje odparty, Klopin ginie. Quasimodo wbiega do celi Esmeraldy i zastaje ją pustą.

### Księga jedenasta

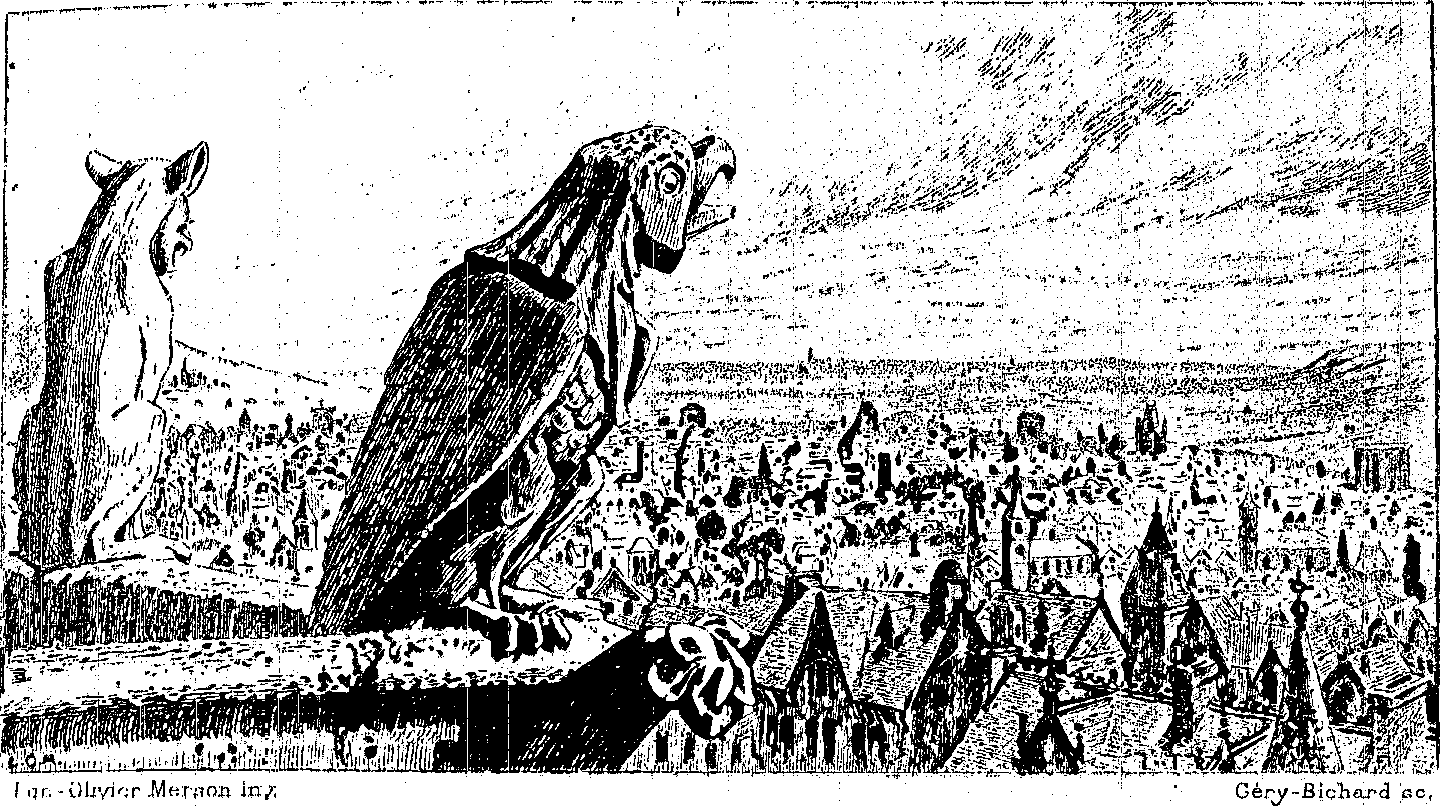
„...a gdy próbowali go odłączyć, rozsypał się w proch.” – ostatnie słowa powieści

Podczas bitwy Gringoire i Klaudiusz Frollo (zamaskowany) weszli bocznym wejściem do katedry i uciekli z Esmeraldą. Podczas ucieczki Gringoire znika, a Frollo ciągnie Esmeraldę na plac Grève, gdzie ujawnia się i ostatni raz, błagając o litość, proponuje jej wspólną ucieczkę i daje jej wybór: on albo szubienica. Cyganka wybiera śmierć. Klaudiusz zostawia ją w rękach siostry Guduli. Okazuje się, że Esmeralda jest jej zaginioną córką. Nadchodzą strażnicy. Gudula usiłuje bronić Esmeraldy, ale upada głową na bruk i umiera. Cyganka zostaje powieszona. Frollo i Quasimodo przyglądają się egzekucji z dachu Notre Dame. Oszalały Klaudiusz wybucha nieludzkim śmiechem, dzwonnik zrzuca go z wieży.
Gringoire dalej pisze swoje dramaty. Febus żeni się. Quasimodo znika.
Niespełna dwa lata później w podziemiach Montfaucon, gdzie składano ciała straconych, zostają odnalezione szkielety Esmeraldy i Quasimoda.

## Okoliczności powstania utworu i inspiracje
Katedrę Marii Panny w Paryżu Wiktor Hugo obiecał swojemu wydawcy Gosselinowi już w 1829, po czym przesunął termin jego ukończenia na 1 września 1830. Wydawca warunkowo zgodził się na dalszą prolongatę, najpierw do grudnia, a następnie do lutego 1831, grożąc w końcu potrąceniem z wynagrodzenia kary za opóźnienie. Ostatecznie powieść była gotowa 15 stycznia i została wydana w marcu.
Wiktor Hugo przygotował się do napisania utworu głównie poprzez lekturę dzieł opisujących piętnastowieczny Paryż. Na ostateczny kształt powieści wpłynął model walterskotowski oraz osobiste doświadczenia autora. Młodzieńcza fascynacja kulturą hiszpańską sprawiła, że po raz drugi (po Hernanim) Hugo oparł wątek miłosny na modelu tres para una, trzech mężczyzn kochających jedną kobietę, który to wątek często powtarza się w Hiszpanii. Zdaniem niektórych badaczy postać archidiakona Frolla była oparta na osobie wikariusza Notre Dame w 1830, księdza Oegerra, mistyka i uczonego, autora prac z zakresu symboliki, który zresztą wkrótce później wystąpił z Kościoła katolickiego.

## Cechy utworu
Hugo nie chciał, by jego powieść została potraktowana jako historyczna. Sam opisał ją raczej jako „malowidło Paryża w XV wieku”, skupiając się na pokazaniu z wielką siłą poetyckiej wyobraźni życia najniższych warstw piętnastowiecznej stolicy Francji. Jest to powieść dramatyczna, której bohaterowie mają wyrażać idee, a nie samodzielnie odznaczać się skomplikowaną psychologią, stąd postacie utworu były często krytykowane za schematyzm, brak żywotności.
Katedra Marii Panny w Paryżu jest zarazem kolejnym utworem, w którym autor bierze w obronę osoby wyrzucone na margines społeczny, odepchnięte przez społeczeństwo. Odrażający Quasimodo stanowi pod tym względem rozwinięcie wcześniejszego Hana z Islandii, z którym łączy go brzydota i pragnienie zemsty; niemniej cień ludzkich uczuć Hana u Quasimodo przeradza się już w poczucie sprawiedliwości i gotowość do poświęceń (bliski archetypowi „dobrego dzikusa”).

## Recepcja
Katedra Marii Panny w Paryżu została bardzo dobrze przyjęta przede wszystkim za wysoki poziom językowy i stylistyczny. Pod wieloma względami Hugo dokonał zupełnie nowego spojrzenia na gatunek powieści, nadając jej niespotykane dotąd cechy poetyckie i dramatyczne. Zmienił formułę powieści historycznej, czyniąc lud Paryża i jego zwyczaje głównym bohaterem powieści oraz przenosząc w średniowiecze współczesny mu problem społecznej alienacji. Równocześnie m.in. Goethe krytykował jednostronność postaci powieści, ich sztuczną monumentalność.